# Monroe County (Arkansas)
Das Monroe County ist ein County im US-Bundesstaat Arkansas. Der Verwaltungssitz (County Seat) ist Clarendon.

## Geographie
Das County liegt im mittleren Osten von Arkansas, ist im Südosten etwa 30 km vom Mississippi, der die Grenze zu Tennessee bildet, entfernt und hat eine Fläche von 1.609 Quadratkilometern, wovon 38 Quadratkilometer Wasserfläche sind. An das Monroe County grenzen folgende Countys:
|                 | Woodruff County | St. Francis County |
| Prairie County  |                 | Lee County         |
| Arkansas County |                 | Phillips County    |

## Geschichte

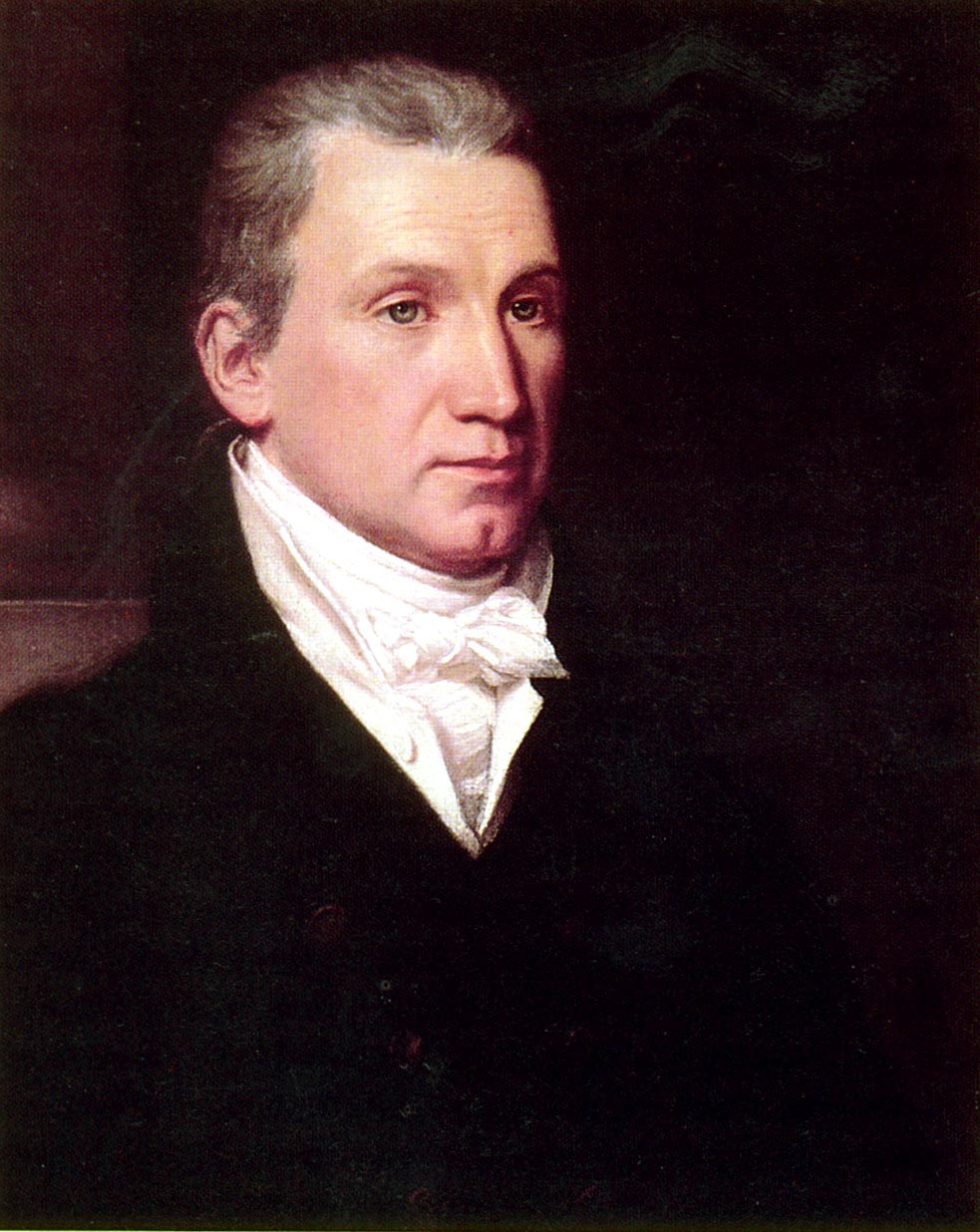
J. Monroe

Das Monroe County wurde am 2. November 1829 aus Teilen des Arkansas County und des Phillips County gebildet. Benannt wurde es James Monroe (1758–1831), dem fünften Präsidenten der Vereinigten Staaten (1817–1825).
Die ersten Europäer in diesem Gebiet waren 1799 Antoine Tessier und Joseph de Plasse, Fischer und Jäger, die an der Mündung des Cache River lebten.
Als die ersten Siedler hier eintrafen, fanden sie im größten Teil des Gebiets einen naturbelassenen Wald vor. Die unbewaldeten Stellen wurden zum Getreide- und Bohnenanbau genutzt. An Bäumen herrschten Buchen, Eichen, Eschen und Zypressen vor. An jagdbaren Tieren gab es Truthähne, Rehe, Gänse, Enten und Bären. Die meisten neuen Siedler kamen über den White River.

## Demografische Daten
Nach der Volkszählung im Jahr 2010 lebten im Monroe County 8149 Menschen in 3739 Haushalten. Die Bevölkerungsdichte betrug 5,2 Einwohner pro Quadratkilometer.
Ethnisch betrachtet setzte sich die Bevölkerung zusammen aus 56,3 Prozent Weißen, 40,9 Prozent Afroamerikanern, 0,4 Prozent amerikanischen Ureinwohnern, 0,4 Prozent Asiaten sowie aus anderen ethnischen Gruppen; 1,2 Prozent stammten von zwei oder mehr Ethnien ab. Unabhängig von der ethnischen Zugehörigkeit waren 1,6 Prozent der Bevölkerung spanischer oder lateinamerikanischer Abstammung.
In den 3739 Haushalten lebten statistisch je 2,25 Personen.
23,1 Prozent der Bevölkerung waren unter 18 Jahre alt, 57,7 Prozent waren zwischen 18 und 64 und 19,2 Prozent waren 65 Jahre oder älter. 53,3 Prozent der Bevölkerung war weiblich.
Das jährliche Durchschnittseinkommen eines Haushalts lag bei 26.054 USD. Das Prokopfeinkommen betrug 16.445 USD. 27,5 Prozent der Einwohner lebten unterhalb der Armutsgrenze.

## Kultur und Sehenswürdigkeiten

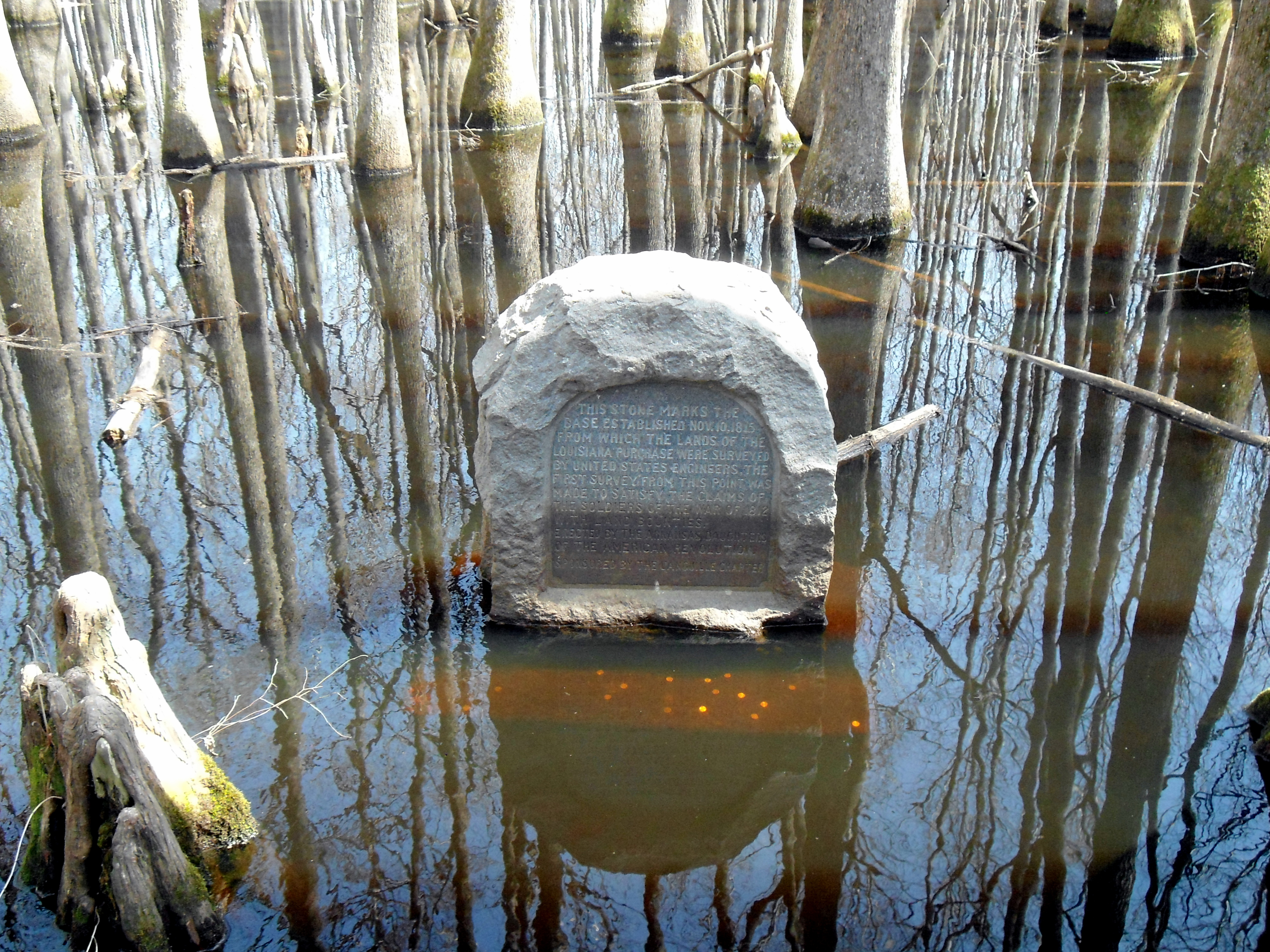
Der Louisiana Purchase Survey Marker (2013). Dieser Gedenkstein ist seit April 1993 ein National Historic Landmark und markiert den Punkt, ab dem die Gebiete des Louisiana Purchase („Louisiana-Kauf“) von 1803 vermessen wurden.

41 Bauwerke, Stätten und historische Bezirke (Historic Districts) des Countys sind im National Register of Historic Places („Nationales Verzeichnis historischer Orte“; NRHP) eingetragen (Stand 28. Mai 2022), darunter hat der Louisiana Purchase Survey Marker den Status eines National Historic Landmarks („Nationales historisches Wahrzeichen“).

## Orte im Monroe County
| Citys - Brinkley - Clarendon - Holly Grove | Towns - Fargo - Roe |

Unincorporated Communitys
| - Aberdeen - Blackton - Cross Roads | - Lookout Store - Monroe1 |

1 – teilweise im Lee County

weitere Orte
- Alfrey
- Allendale
- Bayless
- Connells Point
- Creigh
- Dagmar
- Deep Elm
- Duncan
- Eden
- Emmons
- Indian Bay
- Lawrenceville
- Lookout
- Palmer
- Park Grove
- Pine City
- Rich
- Saulsburg
- Smale
- Zent

Townships
- Brinkley Township
- Brown Township
- Cache Township
- Cleburne Township
- Cypress Ridge Township
- Dixon Township
- Duncan Township
- Greenfield Township
- Hindman Township
- Jackson Township
- Keevil Township
- Montgomery-Smalley Township
- Pine Ridge Township
- Raymond Township
- Richland Township
- Roc Roe Township
- Zent Township